# Луцій Аврелій Котта (консул 65 року до н.е.)
Лу́цій Авре́лій Ко́тта (лат. Lucius Aurelius Cotta, ? — після 44 до н. е.) — політичний діяч Римської республіки, консул 65 року до н. е., цензор 64 року до н. е.

## Життєпис
Походив з патриціанського роду Авреліїв. Син Марка Аврелія Котта й Рутілії. Про молоді роки немає відомостей. 
У 77 році до н. е. допомагав Квінту Гортензію Горталу у захисті Гнея Корнелія Долабели, проконсула Македонії. У 70 році до н. е. став претором. Під час своєї каденції провів закон (лат. Lex Aurelia judiciaria), згідно якого до посади суддів допускалися не лише патриції, але й вершники, трибуни та ерарії.
У 66 році до н. е. разом з Луцієм Манлієм Торкватом звинуватив Публія Корнелія Суллу і Публія Автронія Пета у підкупі під час проведення виборів консулів на 65 рік до н. е. У результаті в 65 році до н. е. консулом став сам Котта.
У 64 році до н. е. його обрали цензором разом з Манієм Ацилієм Глабріоном. Проте незабаром внаслідок дій народних трибунів був змушений піти з посади разом із колегою.
У 63 році до н. е. брав активну участь у придушені змови Луція Сергія Катіліни, підтримавши Цицерона. Згодом входив до колегії квіндецемвірів, відповідав за охорону та трактування Книг Сивілли. У 57 році до н. е. активно виступав за повернення Цицерона з вигнання.
З початком війни між Гаєм Юлієм Цезарем та Гнеєм Помпеєм Великим підтримав першого (свого небожа). У 44 році до н. е. запропонував надати Цезареві титул царя (згідно пророцтва Сивілли перемогти Парфію міг тільки цар). Після вбивства Цезаря Котта відійшов від політичних справ. Подальша доля його невідома.